# バレンティン・カルボーニ
バレンティン・カルボーニ（Valentin Carboni、2005年3月5日 - ）は、アルゼンチン・ブエノスアイレス出身のサッカー選手。アルゼンチン代表。セリエA・インテルナツィオナーレ・ミラノ所属。ポジションはMF（AMF）。

## クラブ経歴

### キャリア初期
生まれはブエノスアイレスであるが、ラヌースで育ち、元々はフットサルのクラブに入っていた。2013年にCAラヌースの下部組織に入りサッカーに転向した。2019年7月に父と兄とともにカルチョ・カターニアの下部組織に移籍した。

### インテル・ミラノ
翌年、多数のクラブが関心を示す中、インテルナツィオナーレ・ミラノが推定30万ユーロで彼を獲得した。2022-23シーズンにトップチームに昇格し、10月1日にセリエAでフェデリコ・ディマルコとの交代で途中出場し選手初出場を記録した。11月1日にはホアキン・コレアとの交代でUEFAチャンピオンズリーグ 2022-23 グループリーグにも出場し、同大会初出場を記録した。
2023年7月にインテルと契約を更新し、同月15日にACモンツァにレンタル移籍した。リーグ戦31試合に出場し2ゴールを挙げた。
2024年8月7日、リーグ・アンのオリンピック・マルセイユへ買取OP付きのレンタル移籍。

## 代表経歴
年代別代表ではイタリア、アルゼンチン両方での出場経歴がある。
2019年にイタリアU-15代表のトレーニングキャンプに参加した。その後U-17代表で出場を重ねた。
2022年3月にアルゼンチン代表に転向し、2022 FIFAワールドカップ・南米予選に臨むA代表のメンバーに入ったが、出場はなかった。5月にU-20代表の第48回モーリス・レベロ・トーナメントのメンバーに選出された。10月には2022 FIFAワールドカップに臨むメンバー候補に選出されたが、本戦メンバーからは漏れた。翌年3月にもA代表の親善試合メンバーに招集されるも出場機会はなかった。5月にU-20代表で2023 FIFA U-20ワールドカップに参加した。

### A代表
2024年3月27日に行われた国際親善試合のコスタリカ戦で、82分にアンヘル・ディ・マリアとの交代で途中出場し、A代表デビューを果たした。
同年6月15日、コパ・アメリカ2024の代表メンバーに選出された。出場は6月30日のグループステージペルー戦で途中出場した1試合のみだったが、優勝メンバーとなった。

## プレースタイル
左利きの10番型の選手である。それ以外にもセンターフォワードや右ウイング、インサイドもこなすことが出来る。技術を活かしたキープ力やスルーパスやワンタッチ、長距離からでも撃てるシュート等で攻撃参加をする選手である。さらに、走力があるために守備面でも貢献することが出来る。
その才能の高さから2022年にはネクスト・ジェネレーション2022に選出された。

## 私生活
父はエセキエル・アレホ・カルボーニ、兄はフランコ・カルボーニである。

## タイトル

### 代表
アルゼンチン代表
- コパ・アメリカ: 2024